# Pentium III
Intel Pentium III (Інтел Пентіум три) — x86-сумісний процесор архітектури Intel P6, анонсований 26 лютого 1999. Ядро Pentium III являє собою модифіковане ядро Deschutes (яке використовувалося в процесорах Pentium II). У порівнянні з попередником розширено набір команд (доданий набір інструкцій SSE) і оптимізована робота з пам'яттю. Це дозволило підвищити продуктивність як у нових програмах, що використовують розширення SSE, так і в існуючих (за рахунок зрослої швидкості роботи з пам'яттю). Також був введений 64-бітний серійний номер, унікальний для кожного процесора.
Навіть після випуску Pentium 4 в кінці 2000, Pentium III продовжував випускатися разом із новими моделями до початку 2003, його випуск припинили у квітні 2004 для декстопів і у травні 2007 для мобільних пристроїв.

## Загальні відомості
| Сімейство процесорів Intel Pentium III   | Сімейство процесорів Intel Pentium III | Сімейство процесорів Intel Pentium III  | Сімейство процесорів Intel Pentium III | Сімейство процесорів Intel Pentium III |
| Стандартний (1999-2003)                  | Мобільний (1999-2003)                  | Настільний                              | Настільний                             | Настільний                             |
| Стандартний (1999-2003)                  | Мобільний (1999-2003)                  | Кодове ім'я                             | техпроцес                              | Дата виходу                            |
| ---------------------------------------- | -------------------------------------- | --------------------------------------- | -------------------------------------- | -------------------------------------- |
| Pentium III logo (1999-2003)             | Pentium III-M Logo (1999-2003)         | Katmai Coppermine Coppermine T Tualatin | (250 nm) (180 nm) (180 nm) (130 nm)    | Лютий 1999 Жовтень 1999 Червень 2001   |
| Список мікропроцесорів Intel Pentium III |                                        |                                         |                                        |                                        |

Процесори Pentium III для настільних комп'ютерів випускалися в трьох варіантах корпусів: SECC2, FCPGA і FCPGA2.
Pentium III в корпусі SECC2 являє собою картридж, що містить процесорну плату («субстрат») з встановленим на ній ядром процесора (у всіх модифікаціях), а також мікросхемами кеш-пам'яті BSRAM і tag-RAM (в процесорах, заснованих на ядрі Katmai). Маркування знаходиться на картриджі. Процесор призначений для установки в 242-контактний щілинний роз'єм Slot 1. У процесорах, заснованих на ядрі Katmai, кеш-пам'ять другого рівня працює на половині частоти ядра, а в процесорах на ядрі Coppermine — на частоті ядра.
Pentium III в корпусі FCPGA являють собою підкладку з органічного матеріалу зеленого кольору з встановленим на ній відкритим кристалом на лицьовій стороні і контактами на зворотному. Також на зворотному боці корпусу (між контактами) розташовано кілька SMD-елементів. Маркування нанесено на наклейку, розташовану під кристалом. Кристал захищено від сколів спеціальним покриттям синього кольору, що знижує його крихкість. Однак, незважаючи на наявність цього покриття, при неакуратній установці радіатора (особливо недосвідченими користувачами) кристал отримував тріщини і відколи (процесори, що отримали такі пошкодження, на жаргоні називалися колотими). У деяких випадках процесор, що отримав істотні пошкодження кристала (відколи до 2-3 мм з кута), продовжував працювати без збоїв чи з рідкісними збоями.
Процесор призначений для установки в 370-контактний гніздовий роз'єм Socket 370. У корпусі FCPGA випускалися процесори на ядрі Coppermine.
Корпус FCPGA2 відрізняється від FCPGA наявністю теплорозподілювача (металева кришка, що закриває кристал процесора), що захищає кристал процесора від відколів (проте, його наявність знижує ефективність охолодження. Маркування нанесено на наклейки, розташовані зверху і знизу від теплорозподілювача. У корпусі FCPGA2 випускалися процесори на ядрі Tualatin, а також процесори на пізній версії ядра Coppermine (відомої як Coppermine-T).

## Особливості архітектури
Перші процесори архітектури P6 в момент виходу значно відрізнялися від існуючих процесорів. Процесор Pentium Pro відрізняло застосування технології динамічного виконання (зміни порядку виконання інструкцій), а також архітектура подвійної незалежної шини (англ. Dual Independent Bus), завдяки чому було знято багато обмежень на пропускну здатність пам'яті, характерні для попередників і конкурентів. Тактова частота першого процесора архітектури P6 становила 150 МГц, а останні представники цієї архітектури мали тактову частоту 1,4 ГГц. Процесори архітектури P6 мали 36-розрядну шину адреси, що дозволило їм адресувати до 64 ГБ пам'яті (при цьому лінійний адресний простір процесу обмежено 4 ГБ).

### Суперскалярний механізм виконання інструкцій із зміною їх послідовності
Принциповою відмінністю архітектури P6 від попередників є RISC-ядро, що працює не з інструкціями x86, а з простими внутрішніми мікроопераціями. Це дозволяє зняти безліч обмежень набору команд x86, таких як нерегулярне кодування команд, змінна довжина операндів і операції цілочислових пересилань регістр-пам'яті. Крім того, мікрооперації виконуються не в тій послідовності, яка передбачена програмою, а в оптимальній з точки зору продуктивності, і застосування триконвеєрної обробки дозволяє виконувати декілька інструкцій за один такт.

### Суперконвеєризація
Процесори архітектури P6 мають конвеєр глибиною 12 стадій. Це дозволяє досягати вищих тактових частот в порівнянні з процесорами, що мають більш короткий конвеєр при однаковій технології виробництва. Так, наприклад, максимальна тактова частота процесорів AMD K6 на ядрі (глибина конвеєра — 6 стадій, 180 нм технологія) становить 550 МГц, а процесори Pentium III на ядрі Coppermine здатні працювати на частоті, що перевищує 1000 МГц.
Для того, щоб запобігти ситуації очікування виконання інструкції (і, отже, простою конвеєра), від результатів якого залежить виконання або невиконання умовного переходу, в процесорах архітектури P6 використовується передбачення розгалужень. Для цього в процесорах архітектури P6 використовується поєднання статичного і динамічного передбачення: дворівневий адаптивний історичний алгоритм (англ. Bimodal branch prediction) застосовується в тому випадку, якщо буфер передбачення розгалужень містить історію переходів, в іншому випадку застосовується статичний алгоритм.

### Подвійна незалежна шина
З метою збільшення пропускної спроможності підсистеми пам'яті, в процесорах архітектури P6 застосовується подвійна незалежна шина. На відміну від попередніх процесорів, системна шина яких була спільною для декількох пристроїв, процесори архітектури P6 мають дві роздільні шини: Back side bus, що сполучає процесор з кеш-пам'яттю другого рівня, і Front side bus, що сполучає процесор з північним мостом набору мікросхем.

## Модельний ряд
| Тактова частота | МГц            | 450            | 500            | 533             | 550            | 600           | 600             |
| Частота FSB     | МГц            | 100            | 100            | 133             | 100            | 100           | 133             |
| Анонсований     | Анонсований    | 26 лютого 1999 | 26 лютого 1999 | 27 вересня 1999 | 17 травня 1999 | 2 серпня 1999 | 27 вересня 1999 |
| Ціна в (USD)..  | Ціна в (USD).. | 496            | 696            | 369             | 700            | 669           | 615             |

Тестування процесора Pentium III, з частотовую 500 МГц
| Тактова частота | МГц           | 500            | 533            | 550            | 600            | 600            | 650            | 667            | 700            | 733            | 750            | 800            | 800            | 850             | 866             | 900          | 933            | 1000          | 1000           | 1100         | 1133        |
| Частота FSB     | МГц           | 100            | 133            | 100            | 133            | 100            | 100            | 133            | 100            | 133            | 100            | 100            | 133            | 100             | 133             | 100          | 133            | 100           | 133            | 100          | 133         |
| Анонсований     | Анонсований   | 25 жовтня 1999 | 25 жовтня 1999 | 25 жовтня 1999 | 25 жовтня 1999 | 25 жовтня 1999 | 25 жовтня 1999 | 25 жовтня 1999 | 25 жовтня 1999 | 25 жовтня 1999 | 20 грудня 1999 | 20 грудня 1999 | 20 грудня 1999 | 20 березня 2000 | 20 березня 2000 | жовтень 2000 | 24 травня 2000 | 31 липня 2000 | 8 березня 2000 | червень 2001 | липень 2000 |
| Ціна в (USD).   | Ціна в (USD). | 239            | 305            | 368            | 455            | 455            | 583            | 605            | 754            | 776            | 803            | 851            | 851            | н/д             | н/д             | н/д          | 744            | н/д           | 990            | н/д          | н/д         |

Замітка: курсивом виділено відкликаний процесор.
| Тактова частота, МГц | 1000        | 1133        | 1133        | 1200        | 1266        | 1333        | 1400        | 1400        |
| L2-кеш, Кб           | 256         | 256         | 512         | 256         | 512         | 256         | 256         | 512         |
| Анонсований          | липень 2001 | липень 2001 | липень 2001 | липень 2001 | липень 2001 | липень 2001 | липень 2001 | липень 2001 |

### Katmai

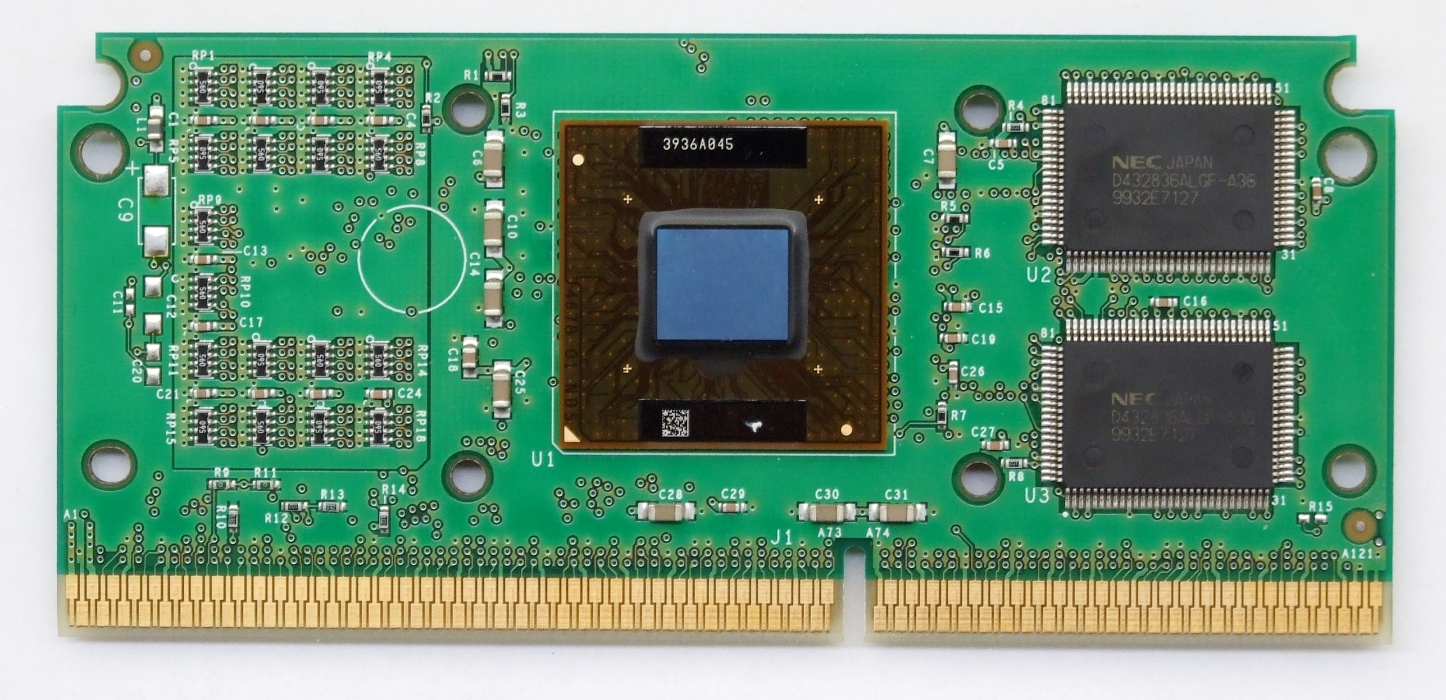
Intel Pentium III Katmai знизу

Перше ядро, використане в процесорах Pentium III, є еволюційним продовженням ядра Deschutes, на якому були засновані процесори Pentium II останніх ревізій.
У новому ядрі розширено набір SIMD-розширень (додано блок дійсно численних SIMD-інструкцій SSE), удосконалено механізм потокового доступу до пам'яті (новий механізм передбачення дозволяє зменшити затримки при послідовному доступі до пам'яті), а також введено унікальний серійний номер процесора, доступний для зчитування програмним забезпеченням (за допомогою інструкції cpuid).
Останнє нововведення викликало невдоволення у користувачів (серійний номер міг бути прочитаний віддалено, що могло поставити під загрозу приватність роботи в Інтернеті), тому компанія Intel була змушена випустити утиліту, що блокує доступ до серійного номера.
Кеш другого рівня об'ємом 512 Кб працює на половині частоти ядра і виконаний у вигляді двох мікросхем BSRAM (виробництва Toshiba і NEC), розташованих один над одним праворуч від кристала процесора. Як tag-RAM використовується мікросхема Intel 82459AD, розташована на зворотному боці процесорної плати під мікросхемами кеш-пам'яті.
Pentium III на ядрі Katmai містили 9,5 млн транзисторів, площа кристала становила 128 мм².
Перші процесори на ядрі Katmai працювали із зовнішньою частотою (частотою системної шини) 100 МГц. 27 вересня 1999 були анонсовані процесори із зовнішньою частотою 133 МГц. Для того щоб відрізняти процесори, що працюють на однаковій частоті, але мають різну зовнішню частоту, в кінці назви процесорів, що мають зовнішню частоту 133 МГц, додавалася літера «B» (від англ. Bus — шина).
Процесори Pentium III на ядрі Katmai випускалися в корпусі SECC2.

### Coppermine

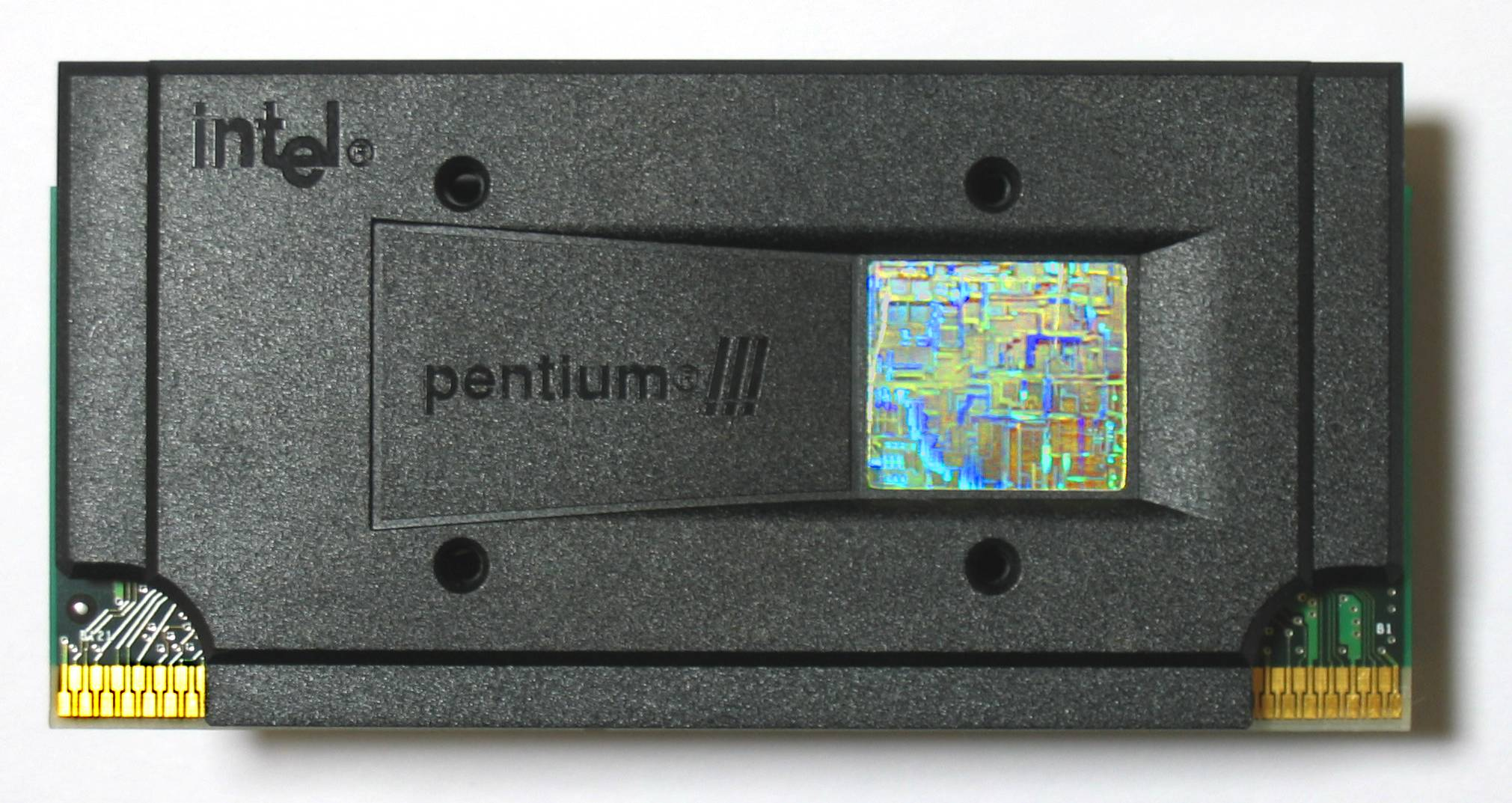
Pentium III 733 МГц (SECC2)

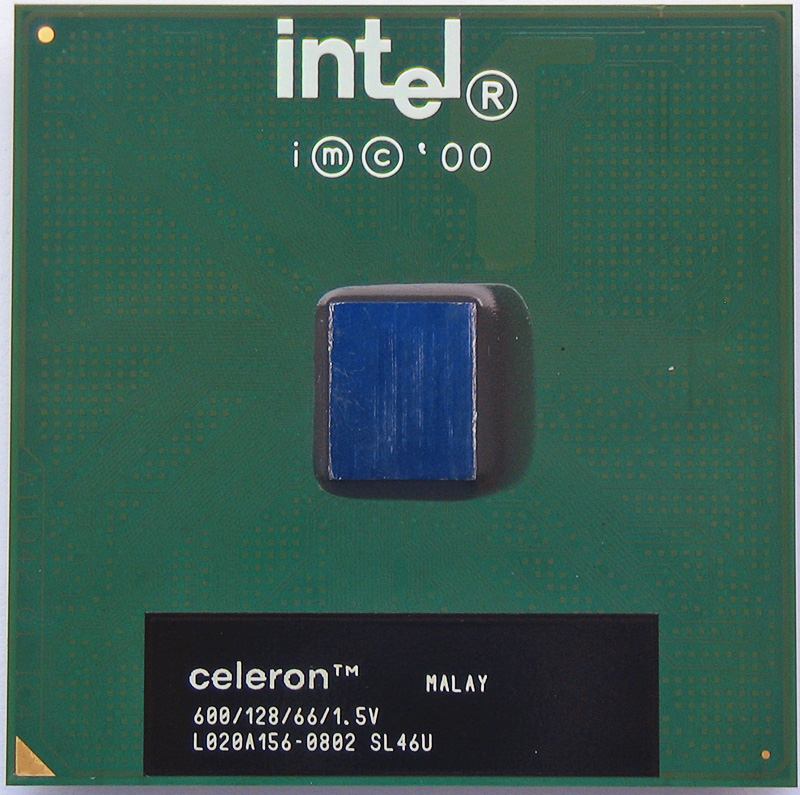
Celeron_Coppermine-128_600 (FCPGA)

25 жовтня 1999 корпорація Intel анонсувала процесор Pentium III, побудований на новому ядрі, що носить кодове ім'я Coppermine. Процесори на ядрі Coppermine випускалися за 180 нм технологією, мали інтегровану кеш-пам'ять другого рівня, що працює на частоті ядра. Крім того, кеш-пам'ять має 256-бітну шину (на відміну від процесорів на ядрі Katmai, що мали 64-бітну шину кеш-пам'яті), що значно підвищує її швидкодію. За рахунок інтегрованої кеш-пам'яті кількість транзисторів зросла до 28,1 млн.
Напругу живлення було знижено до 1,6—1,75 В, що дозволило знизити тепловиділення. У поєднанні з 180 нм технологією це дозволило підняти максимальну частоту до 1 ГГц (Pentium III з частотою 1 ГГц був анонсований 8 березня 2000, однак налагодити випуск таких процесорів вдалося значно пізніше). У липні 2000 року компанія Intel анонсувала Pentium III на ядрі Coppermine з частотою 1,13 ГГц, проте в серпні він був відкликаний через нестабільну роботу. Випуск моделей, що працюють на частотах 1,1 і 1,13 ГГц, виявився можливим лише в 2001 році після оновлення ядра Coppermine (ревізія D0).
По ходу випуску в процесори вносилися зміни, спрямовані на виправлення помилок, а також на зменшення площі кристала процесора (що дозволило підняти ефективність виробництва) і зниження тепловиділення (так як процесори з високою тактовою частотою мали більш низьку напругу живлення). Процесори ревізії A2 мали площу кристала 106 мм², ревізії B0 — 104 мм², ревізії C0 — 90 мм², ревізії D0 — 95 мм².
Процесори працювали із зовнішньою частотою 100 і 133 МГц. Для розрізнення рівночастотних процесорів з різною зовнішньою частотою і раніше використовувалася літера «B» в кінці назви. Крім того, для розрізнення рівночастотних процесорів на ядрах Katmai і Coppermine використовувалася літера «E» (від англ. Enhanced — покращений). Можливо також поєднання літер «B» і «E» (так, наприклад, процесор Pentium III 600 заснований на ядрі Katmai і працює з зовнішньою частотою 100 МГц, а Pentium III 600EB — це Coppermine із зовнішньою частотою 133 МГц).
Процесори Pentium III на ядрі Coppermine випускалися в трьох варіантах корпусів:
- SECC2 — призначені для установки в системні плати з роз'ємом Slot 1. У даному корпусі випускалися процесори ревізій A2, B0 і C0.
- FCPGA — призначені для установки в системні плати з роз'ємом Socket 370. У даному корпусі випускалися процесори всіх ревізій.
- FCPGA2 — призначені для установки в системні плати з роз'ємом Socket 370. У даному корпусі випускалися деякі процесори ревізії D0.

Процесори, призначені для установки в роз'єм Socket 370, могли також встановлюватися в системні плати з роз'ємом Slot 1 за допомогою перехідника Socket 370 — Slot 1 (Slot-to-FCPGA або Slot-to-FCPGA2).

### Tualatin
Процесори Pentium III та Pentium III-S на ядрі Tualatin були анонсовані 21 червня 2001 року. У зв'язку з тим, що на той момент на ринку вже був присутній процесор Pentium 4, що прийшов на зміну процесорам Pentium III і активно просувається компанією Intel, процесори на ядрі Tualatin не набули широкого поширення, незважаючи на те, що вони значно перевершували Pentium 4 на рівних частотах. 
Основною відмінністю від процесорів на ядрі Coppermine стала наявність апаратної передвиборки даних (data prefetch logic), що дозволило підвищити продуктивність за рахунок попереднього завантаження даних, необхідні для роботи. 
Процесори Pentium III-S мали 512 кБ кеш-пам'яті другого рівня та призначалися для високопродуктивних робочих станцій та серверів. У процесорах Pentium III на ядрі Tualatin 256 кБ кеш-пам'яті було апаратно відключено. Частота системної шини складала 133 МГц для обох модифікацій. 
Процесори на ядрі Tualatin випускалися за 130 нм технологією, містили 44 млн транзисторів і мали площу кристала 80 мм² (незалежно від обсягу кеш-пам'яті другого рівня). Напруга ядра була знижена до 1,45-1,5 В. Також було змінено напругу шини — в процесорах на ядрі Tualatin використовувалася шина AGTL з напругою 1,25 В. Крім того, було змінено призначення деяких контактів роз'єму Socket 370, тому процесори на ядрі Tualatin несумісні з системними платами з роз'ємом Socket 370, призначеними для роботи з Pentium III на ядрі Coppermine, проте працездатні у старіших системних платах з роз'ємом Slot 1 за рахунок використання перехідника Socket 370 - Slot 1 (Slot-to-FCP2 ]. Крім того, плати та перехідники можуть бути модифіковані для роботи з процесорами на ядрі Tualatin. 
Процесори Pentium III на ядрі Tualatin практично не зустрічалися в роздрібному продажу та призначалися для ринку OEM (для використання у готових комп'ютерах великих виробників). 
Існували також вбудовані (embedded) процесори Pentium III-S, що мали знижену до 1,15 напругу живлення, виконані в корпусі BGA з 479 контактами. Вони відрізнялися від мобільних процесорів (Mobile Pentium III) відсутністю підтримки технології Intel SpeedStep. 
На основі ядра Tualatin розроблялося ядро для перших процесорів Pentium M, призначених для використання в ноутбуках, а архітектурні принципи, закладені в процесорах сімейства P6, лягли в основу процесорів Intel Core 2, що прийшли на зміну процесорам Pentium 4 та Pentium D у настільних ПК. 

## Mobile Pentium III
Процесори Mobile Pentium III, призначені для установки в ноутбуки, базувалися на модифікованих ядрах Coppermine і Tualatin. Ці процесори відрізнялися пониженою до 0,95-1,7 В напругою живлення і підтримкою технології Intel SpeedStep, яка динамічно знижувала частоту ядра процесора. У режимі енергозбереження також знижувалася напруга живлення. Існували моделі Mobile Pentium III Ultra-Low Voltage (ULV) і Mobile Pentium III Low Voltage (LV), які мали знижену напругу живлення і низьке тепловиділення. Призначалися такі процесори для установки в компактні ноутбуки.
Процесори випускалися в декількох варіантах корпусів:
- mBGA2 і mFCBGA — призначалися для установки в компактні ноутбуки, для яких були критичні габарити процесора. Висота процесора в даному корпусі становила близько 2,5 мм. Можливість заміни процесора в таких системах відсутня.
- mPGA2 — призначалися для установки в ноутбуки з можливістю заміни процесора.

## Серверний варіант Intel pentium iii
Також була випущена модель процесора pentium iii який називався Intel Pentium III Xeon. Він був призначений для комп'ютерів, які мають декілька процесорів.